# Ivo Saglietti

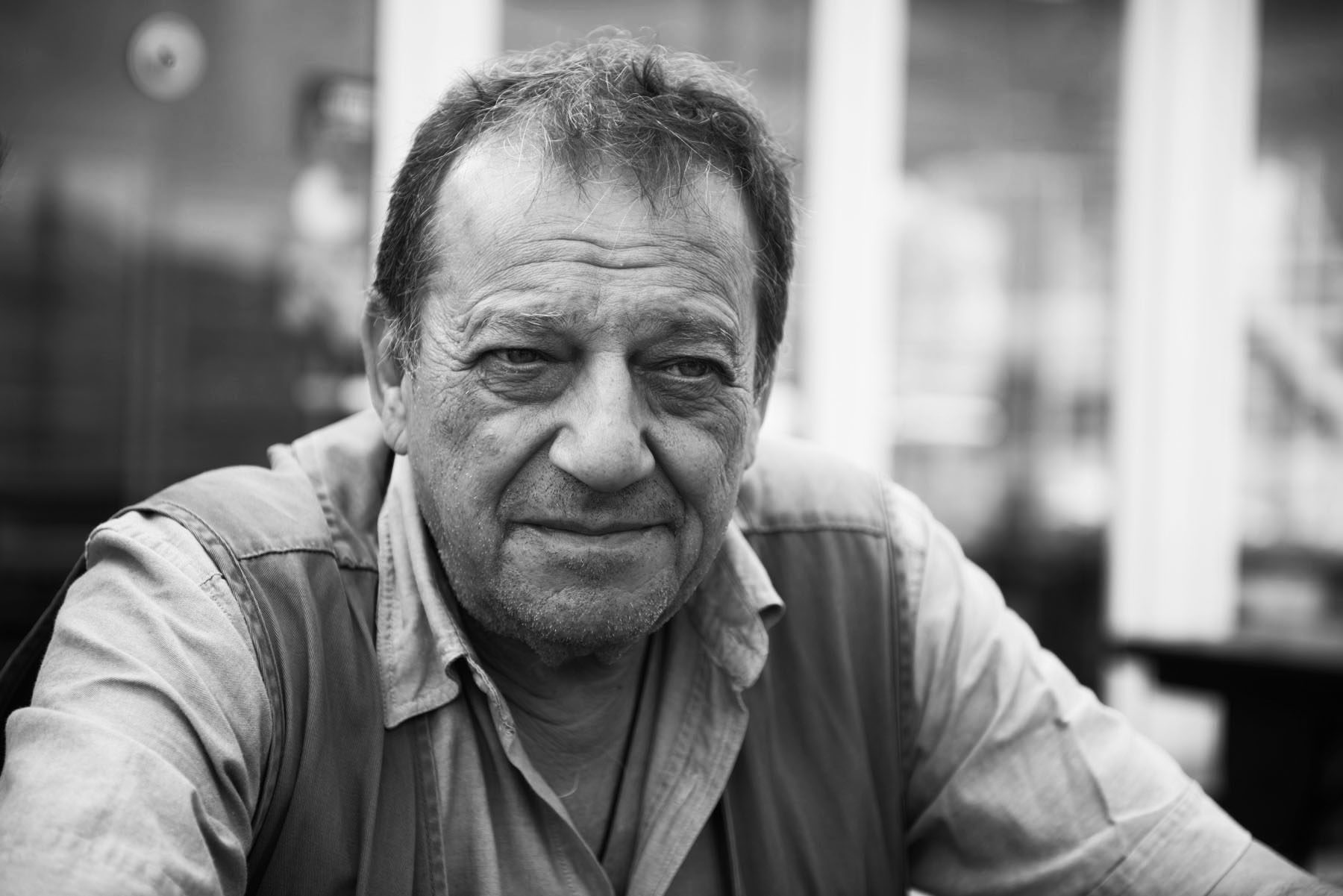
Ivo Saglietti, 2013

Ivo Saglietti (Tolone, 1948 – Genova, 2 dicembre 2023) è stato un fotografo e fotoreporter italiano.

## Gli esordi
Muove i primi passi  a Torino come cineoperatore, producendo alcuni reportages e film di tipo politico e sociale (tra i quali Il mondo degli ultimi, diretto da  Gian Butturini). Nel 1975 inizia ad occuparsi di fotografia, lavorando nelle strade e nelle piazze scelte come sedi della contestazione. Nel 1978 si trasferisce a Parigi, dove stringe amicizia con alcune importanti figure professionali nel mondo del fotogiornalismo, tra cui Mario Dondero, grazie al quale entra in contatto con le prime agenzie giornalistiche (La Compagnie des Reporters e Sipa Press).

## Reporter Photographe
All'inizio degli anni '80 comincia la sua attività come reporter-photographe in America latina, dove in quegli anni è concentrata l'attenzione dei media internazionali per via dei frequenti colpi di stato e cruenti rivolgimenti di regime: dapprima con agenzie francesi (Sipa Press), in seguito per conto di agenzie americane e per Magazines internazionali (Newsweek, Der Spiegel, Time, The New York Times), per i quali copre in assignement situazioni di crisi e di conflitto. In seguito sarà frequentemene in Medio Oriente, Africa e Balcani..
Nel 1992 conquista il premio World Press Photo (nella categoria Daily Life, stories) col servizio su un'epidemia di colera in Perù. Nel 1999 riceve la menzione d'onore allo stesso concorso per un reportage sul Kosovo e nel 2010 per una fotografia scattata a Srebrenica, in Bosnia, durante il funerale collettivo a ricordo della strage del 1995. 

## I progetti a lungo termine
Nel tempo matura e prende forma l'esigenza di esprimersi attraverso progetti a lungo termine, che gli consentano di utilizzare il linguaggio della fotografia in bianco e nero. Il primo di tali progetti si tradurrà nel libro Il Rumore delle Sciabole (1986-1988), in cui racconta la società cilena durante gli ultimi due anni della dittatura militare del Generale Augusto Pinochet.
Successivamente si rivolge sempre di più verso progetti di documentazione che gli permettono di raccontare storie in modo più articolato e personale, meno condizionato dalle esigenze e dalle richieste dei settimanali. Tra questi il reportage ripercorrente la via della tratta degli schiavi dal Benin alle piantagioni di canna da zucchero della Repubblica Dominicana e di Haiti, quello sulle tre malattie da infezione che devastano i paesi del terzo mondo (aids, malaria e tubercolosi) realizzati negli anni Novanta e Duemila. 
Dalla frequentazione e amicizia con il gesuita padre Paolo Dall'Oglio, in Siria, rifondatore della comunità monastica cattolico-siriaca "Al-Khalil" del Deir Mar Musa al-Abashi (Monastero di san Mosè l'Abissino), nacquero il libro Sotto la tenda di Abramo (Peliti, 2006), l'omonima mostra fotografica, più volte allestita e in varie sedi e, nel 2023, il libro "Ritorno a Deir Mar Musa" (Ed.Emuse).
Nell'anno 2000 entra come associato presso l'agenzia fotogiornalistica tedesca Zeitenspiegen Reportagen, per la quale prende parte a molti progetti, tra i quali quello sulle frontiere nel Mediterraneo e Medio Oriente.
Dopo la sua scomparsa, avvenuta a Genova nel 2023, è stata costituita l'Associazione di Promozione Sociale Archivio Saglietti APS, con lo scopo di diffondere, divulgare e promuovere la sua opera ed i principi etici che hanno sempre caratterizzato il suo lavoro.

## Critica
A proposito della fotografia di Ivo Saglietti è stato osservato come egli appartenga a quella "nobile schiera" di fotografi per i quali è importante partecipare emotivamente, quasi empaticamente, alla realtà che stanno vivendo, stabilendo con le persone che ritrae un rapporto umano. Ciò che gli preme raccontare è l'uomo e il suo destino. Altri mettono in evidenza la partecipazione alla sofferenza, con discrezione e rispetto, sicché gli scatti che ne derivano non sono quelli di un fotoreporter, ma di un compagno di strada che diventa amico. Sempre ispirato da un forte senso etico, il suo lavoro è stato paragonato alle "corrispondenze di pace" francesi, che tratta della vita e che non manca mai di bellezza e di terribilità.

## Principali mostre ed esposizioni
- 1989: Cile: Il Sonno della Ragione. Milano
- 1993: 40 Fotografie. Monaco di Baviera
- 1993: Cent Photos pour la Liberté de la Presse. Parigi
- 1995: From Ouidah to Port-au-Prince, il cammino degli schiavi. Milano
- 1996: Un paese in 25 fotografie, S.Anna Arresi. Sardegna
- 1997: From Ouidah to Port-au-Prince. Gijon, Spagna
- 1997: Haiti-Tout Moun es Moun. Roma
- 1999: Paesaggio nella Nebbia. La guerra del Kosovo. Bari
- 2001: Personale alla New School Gallery. New York.
- 2002: From Jenin to Chatila, I Palestinesi. Roma - Genova
- 2004: Sotto la tenda di Abramo. Galleria Nazionale di Arte Moderna Roma
- 2005: TBC. Max Planck Institute. Berlino
- 2005: Under the tent of Abraham. Ali Assad National Library. Damasco
- 2006: Hands of Hope, World AIDS Day. Barlaymont Bruxelles
- 2006: Car Crash, Le Stragi del Sabato Sera. DPF Lucca
- 2007: Paesaggi con figure. Festival Internazionale di Roma
- 2008: Hands of Hope. Londra - Washington - Bellinzona - Siena
- 2010: Paesaggio nella Nebbia. EFTI Madrid
- 2011: La distruzione dell'Ilva di Cornigliano. Genova
- 2012: La Luce e l'Ombra, La Video Dialisi. Alba
- 2012: I Demoni. Srebrenica. Galleria San Fedele. Milano
- 2013: Nigeria. S.p.Acqua. Festival di Ragusa
- 2015: Cacciatori di Cibo. Galleria San Fedele. Milano
- 2019: Sotto la tenda di Abramo. Palazzo Ducale, Genova
- 2023: Ivo Saglietti. Sguardo nomade. Museo del Risorgimento, Torino
- 2024: Ritorno a Deir Mar Musa, Castello di Govone, Govone (CN)
- 2024: Due racconti. Ex polveriera Guzman, Orbetello (GR)
- 2024: Ivo Saglietti. Sguardo di frontiera, Palau (SS)
- 2024: Ivo Saglietti. Un fotografo in cammino, Palazzo Grillo, Genova
- 2024: Ivo Saglietti. Der nomadische Blick, Galerie Fellbach, Stoccarda

## Premi e riconoscimenti
- 1992-1999-2010: Vincitore del World Press Photo. Amsterdam
- 1996: Fotografi al Servizio della Libertà. L'Aquila
- 2000: M.I.L.K. Moments of Intimacy. Australia
- 2006: Premio Enzo Baldoni per il giornalismo. Milano
- 2006: Fotografo dell'Anno. Lucca. DPF
- 2010: Premio Bruce Chatwin, Occhio Assoluto. Genova
- 2018: Premio "Leone alla carriera". Spazivisivi e Comune di Sanremo. Sanremo